# Christian Hafenecker

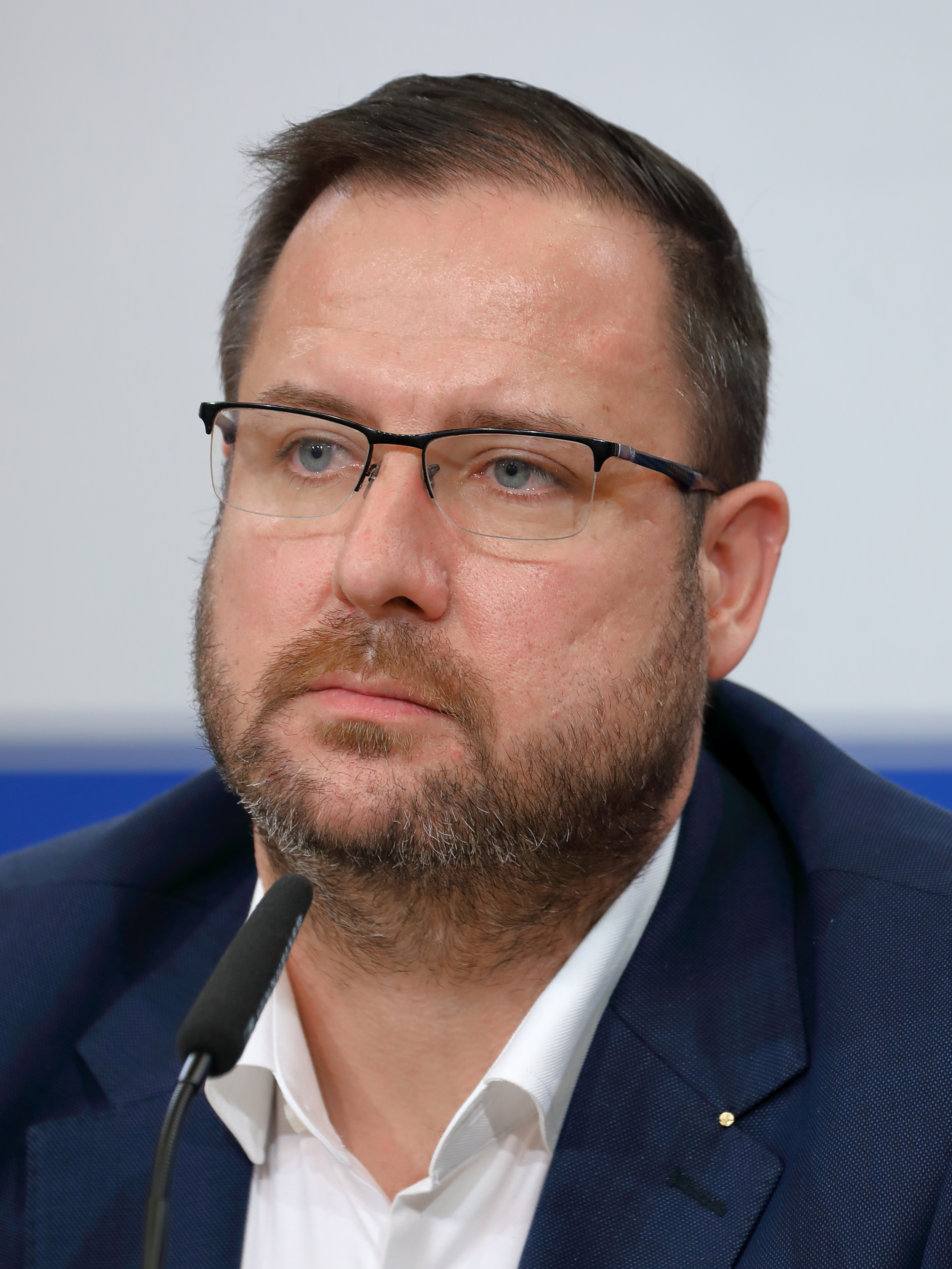
Christian Hafenecker (2019)

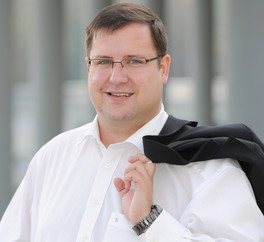
Christian Hafenecker (2012)

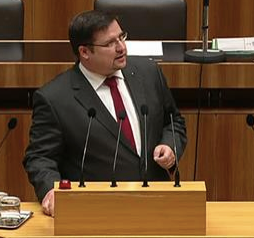
Christian Hafenecker 2014 am Rednerpult des Nationalrates

Christian Hafenecker (* 11. August 1980 in Mödling, Niederösterreich) ist ein österreichischer rechtsextremer Politiker (FPÖ). Er war von Mai 2018 bis Jänner 2020 neben Harald Vilimsky einer der beiden Generalsekretäre der FPÖ. Seit Jänner 2023 ist er neben Michael Schnedlitz Generalsekretär.
Hafenecker war von 2010 bis 2013 Abgeordneter zum Landtag von Niederösterreich und im Jahr 2013 ein halbes Jahr lang Mitglied des Bundesrates. Seit Oktober 2013 ist er Abgeordneter zum österreichischen Nationalrat. Von 2013 bis 2018 war er Landesparteisekretär der FPÖ Niederösterreich.

## Leben
Hafenecker besuchte nach der Volksschule in Kaumberg und der Hauptschule in Hainfeld 2,5 Jahre lang das Militärrealgymnasium in Wiener Neustadt. Er machte von 1998 bis 2002 die Ausbildung zum Landmaschinentechniker und besuchte dabei die Landesberufsschule Mistelbach. Von 2000 bis 2002 besuchte er die Höhere Tourismusschule St. Pölten. Hafenecker absolvierte 2002 die Berufsreifeprüfung. Danach studierte er einige Semester an der Universität Wien Rechtswissenschaften. Er absolvierte am FH-Campus Wien von 2012 bis 2014 den Lehrgang Führung, Politik und Management (Abschluss: MA).
Hafenecker war von April 2008 bis März 2011 als Landespressereferent der FPÖ Niederösterreich tätig. Er wurde 1999 Mitglied der Bezirksleitung Lilienfeld und im Jahr 2000 in den Gemeinderat der Marktgemeinde Kaumberg gewählt. Von 2006 bis Jänner 2018 war er geschäftsführender Gemeinderat. Des Weiteren war er von 2001 bis 2003 Landesobmann-Stellvertreter des Rings Freiheitlicher Jugend und von 2003 bis 2005 geschäftsführender FPÖ-Bezirksparteiobmann im Bezirk Lilienfeld, bevor er 2005 zum FPÖ-Bezirksparteiobmann gewählt wurde. 2005 übernahm er zudem die Funktion des Ortsparteiobmanns der Ortsgruppe Kaumberg, 2008 wurde er Mitglied des Landesparteivorstandes der FPÖ Niederösterreich. Am 1. Juli 2010 wurde er nach dem Ausscheiden von Karl Schwab als Abgeordneter zum Landtag von Niederösterreich angelobt. Dort war er für die Fachbereiche Landesverteidigung, Kommunales, Jugend und Luftfahrt zuständig.
Er wechselte am 24. April 2013 als vom niederösterreichischen Landtag entsandtes Mitglied in den Bundesrat und war von 2013 bis zu seiner Bestellung zum FPÖ-Generalsekretär, 2018, auch Landesparteisekretär der FPÖ Niederösterreich. In dieser Funktion folgte ihm am 19. September 2018 Michael Schnedlitz nach. Auf dem Landesparteitag der FPÖ Niederösterreich am 30. Juni 2018 wurde er zum stellvertretenden Landesparteiobmann gewählt.
Bei der Nationalratswahl am 29. September 2013 erhielt Hafenecker in seinem Wahlkreis Niederösterreich Mitte ein Grundmandat, das er mit der konstituierenden Sitzung des XXV. Nationalrates am 29. Oktober annahm. Er war in der XXV. Gesetzgebungsperiode stellvertretender Obmann des Verkehrsausschusses und des Ausschusses für Petitionen und Bürgeranliegen sowie Mitglied im Landesverteidigungs-, Bauten- und Wissenschaftsausschuss. Er engagierte sich im Südtirol-Unterausschuss für die Doppelstaatsbürgerschaft von Südtiroler Bürgern.
Von September 2014 bis zum Ende der Gesetzgebungsperiode war Hafenecker FPÖ-Bereichssprecher für Petitionen und Bürgeranliegen. Weiters war er 2014 Mitglied der Vergabekommission für die Sanierung des Parlaments und anschließend in deren Nachfolgegremium, dem Nutzerbeirat. Als Mitglied der Enquete-Kommission zur direkten Demokratie arbeitete er daran mit, Bürgerbeteiligung stärker in politische Entscheidungsprozesse einzubinden.
Im Jänner 2015 wurde Christian Hafenecker neben dem damaligen Fraktionsführer Elmar Podgorschek und den weiteren Abgeordneten Gernot Darmann und Walter Rauch als eines von vier FPÖ-Mitgliedern für den Hypo-Untersuchungsausschuss nominiert. Mit dem Wechsel von Elmar Podgorschek in die Oberösterreichische Landesregierung und der Bestellung von Gernot Darmann zum FPÖ-Fraktionsführer übernahm Hafenecker im Dezember 2015 die Funktion des stellvertretenden Fraktionsführers der FPÖ-Mannschaft im Untersuchungsausschuss.
Bei der Nationalratswahl 2017 erhielt Hafenecker neuerlich ein Grundmandat. Im November 2017 war er Chefverhandler der FPÖ für den Bereich Verkehr und Infrastruktur; nach dem Eintritt der FPÖ in die Bundesregierung wurde er auch zum Verkehrssprecher seiner Fraktion ernannt. Im Dezember 2017 wurde er auch zum Obmann des parlamentarischen Ausschusses für Forschung, Innovation und Technologie sowie Digitalisierung gewählt. Hafenecker war als Generalsekretär maßgeblich für die Koordinierung und Veröffentlichung des FPÖ-Historikerberichts am 23. Dezember 2019 verantwortlich.
Hafenecker ist in der XXVII. Gesetzgebungsperiode Ausschussobmann des Ausschusses für Forschung, Innovation. Darüber hinaus wurde er zum Obmann der parlamentarischen Freundschaftsgruppe Österreich-Ungarn gewählt und wirkt im FPÖ-Parlamentsklub als Verkehrs- und Mediensprecher. Er ist Mitglied im außenpolitischen Ausschuss, im Verkehrsausschuss und im Wissenschaftsausschuss. Er wurde vom FPÖ-Parlamentsklub als Fraktionsführer in den Ibiza-Untersuchungsausschuss entsandt.
Im Mai 2018 folgte er Marlene Svazek als FPÖ-Generalsekretär nach. Im Jänner 2020 wurde der Rückzug von Harald Vilimsky und Christian Hafenecker als Generalsekretäre der FPÖ bekannt; zum Nachfolger wurde am 30. Jänner 2020 Michael Schnedlitz gewählt. Seit Jänner 2023 ist er gemeinsam mit Schnedlitz Generalsekretär.
Im Jahr 2024 wurde Hafenecker wegen Datenfälschung in Zusammenhang mit Covid-Testzertifikaten (rechtskräftig) zu einer Geldstrafe verurteilt. Ab dem Jänner 2025 nahm Hafenecker als „Chefverhandler“ für die FPÖ an Koalitionsverhandlungen mit der ÖVP teil.

## Positionen
Zum russischen Überfall auf die Ukraine sagte Hafenecker im Sommer 2023, möglicherweise hätte der Krieg nicht angefangen, wenn die Ukraine sich nicht mit der NATO eingelassen hätte; die Ukraine habe „der Nato direkt vor der Haustür der Russen die Möglichkeit eröffnet, dort ein Raketenschild zu installieren“. Er sagte, er sei – wie Harald Vilimsky – „absolut der Meinung, dass die EU kriegsgeil“ sei. Laut Hafenecker gibt es die Klimakrise nicht, sondern lediglich Wetterphänomene und Veränderungen.
Nachdem ein Treffen von Rechtsextremisten, das 2023 in Potsdam stattgefunden hatte und bei dem ein „Masterplan zur Remigration“ bestimmter Bevölkerungsgruppen mit Migrationshintergrund aus Deutschland vorgestellt worden war, bekanntgeworden war, bezeichnete Hafenecker die AfD-Vertreter, die daran teilgenommen hatten, als „patriotische Politiker“.

## Privatleben
Hafenecker lebt mit seiner Ehefrau und den gemeinsamen Kindern in Kaumberg. Er ist Alter Herr der Burschenschaft Nibelungia zu Wien, eines Mitgliedsbunds der Deutschen Burschenschaft und des Wiener Korporationsrings.

## Publikationen
- Ein Jahr des Umbruchs für uns Freiheitliche. In: Thomas Hofer, Barbara Tóth (Hrsg.): Wahl 2019. Strategien, Schnitzel, Skandale. Ecowin, Salzburg 2019, ISBN 978-3-7110-0254-9, S. 87 ff.
- Kurz mal weg, Frank & Frei, Wien 2023, ISBN 978-3-903236-79-0[21]